# Cymbaria borysthenica
Cymbaria borysthenica är en snyltrotsväxtart som beskrevs av Pallas och Diederich Franz Leonhard von Schlechtendal. Cymbaria borysthenica ingår i släktet Cymbaria och familjen snyltrotsväxter. Inga underarter finns listade i Catalogue of Life.